# Odontoglossum lindleyanum
Odontoglossum lindleyanum (tên tiếng Anh: Lindley's Odontoglossum) là một loài phong lan có ở tây bắc Venezuela tới Ecuador.

## Hình ảnh

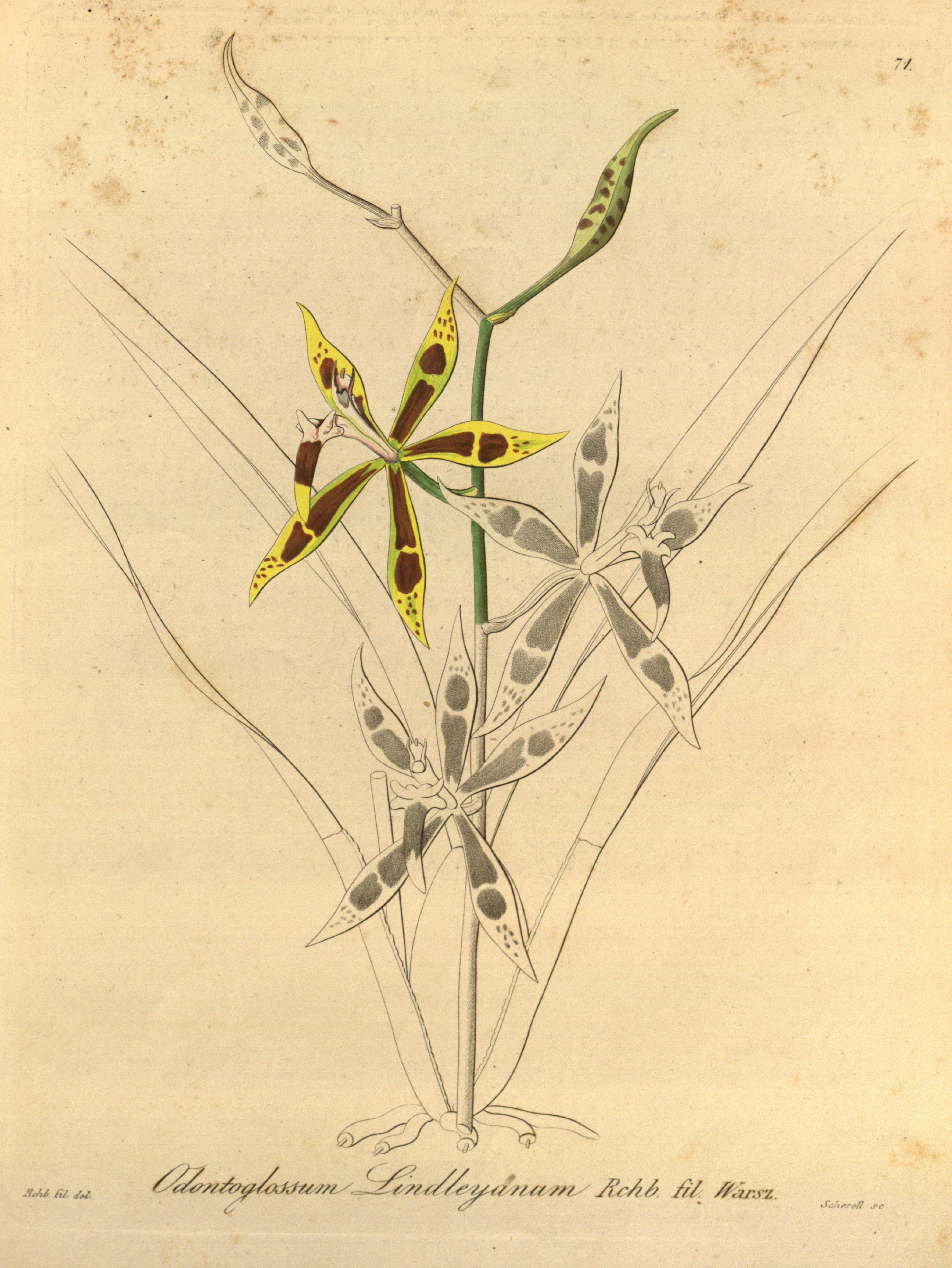